# Eryk
Eryk – imię męskie pochodzenia skandynawskiego. Nadawane wielu jarlom i królom szwedzkim i duńskim. Pochodzenie tego imienia podaje się ze staro-wysoko-niemieckiego, gdzie era znaczy: honor, cześć, oraz richi – bogaty. Całość zaś oznacza osobę zasobną w honor lub władcę, który zaszczytnie króluje. Jego popularność sięga czasów króla szwedzkiego Eryka zmarłego w 1160. Inne spotykane znaczenie to „wieczny władca” od ei(r) co oznacza w staronordyjskim „wieczny” i ríkr – w staronordyjskim „władca”.
W styczniu 2024 r. w rejestrze PESEL, wśród publicznie dostępnych danych dotyczących osób żyjących, wykazano 29932 mężczyzn o imieniu Eryk nadanym jako imię pierwsze oraz 8159 osób z imieniem Eryk jako imieniem drugim.
Forma żeńska: Eryka.
Eryk imieniny obchodzi 9 lutego i 18 maja.
Niemieckojęzyczną formą imienia jest Erich.

## Mężczyźni o imieniu Eryk
- Eryk Krwawy Topór
- Eryk Pomorski
- Eryk Rudy
- Eryk Zwycięski
- Eryk IX
- Eryk XI Eriksson – król Szwecji w latach 1222–1229 oraz 1234–1250
- Éric Abidal
- Erich von dem Bach-Zelewski – zbrodniarz hitlerowski
- Eric Bana
- George Orwell, właśc. Eric Arthur Blair – pisarz
- Erik Belshaw
- Erich Brost – dziennikarz
- Éric Cantona
- Eric Carr
- Eric Clapton
- Eero Elo (ur. 1990) – fiński hokeista
- Eric Frenzel
- Erich Fromm – niemiecki filozof
- Erich Frommhagen – zbrodniarz nazistowski
- Eryk Glipping
- Eero Heinäluoma – fiński polityk
- Erich Walter Hoffmann – zbrodniarz nazistowski
- Erik Axel Karlfeldt
- Erik Lesser
- Eryk Lipiński
- Eryk Lubos
- Erich Miessner – zbrodniarz hitlerowski
- Éric Perrot
- Eric Roberts
- Erik Zabel
- Erich Rechenberg – zbrodniarz nazistowski
- Erich Schüttauf – zbrodniarz hitlerowski
- Erich Spaarmann – zbrodniarz, organizacji Selbstschutz
- Erich Hartmann – niemiecki as myśliwski
- Erich Kästner – niemiecki pisarz
- Erich Hoepner – niemiecki generał
- Erich Mielke – niemiecki polityk
- Erich Hauser – niemiecki rzeźbiarz
- Erich Wasicky – austriacki zbrodniarz hitlerowski
- Erich Laue – polityk
- Erich Fried – austriacki poeta
- Erich Naumann – niemiecki wojskowy
- Erich Brandenberger – niemiecki wojskowy
- Erich Sojka – czeski pisarz ze Śląska
- Erich Deuser – niemiecki fizykoterapeuta
- Erich Ollenhauer – niemiecki polityk
- Erich Muhsfeldt – niemiecki zbrodniarz hitlerowski
- Erich Koch – niemiecki polityk
- Erich Häßler – niemiecki lekarz
- Erich Ribbeck – niemiecki piłkarz
- Erich Ludendorff – niemiecki wojskowy
- Erich Honecker – niemiecki polityk
- Erich Kleiber – austriacki dyrygent i kompozytor
- Erich Raeder – niemiecki wojskowy
- Erich Mendelsohn – niemiecki architekt
- Erich Auerbach – niemiecki filolog
- Erich von Däniken – szwajcarski pisarz
- Hans Erich Nossack – niemiecki pisarz
- Hans Erich Apostel – austriacki kompozytor
- Erich Maria Remarque – niemiecki pisarz
- Erich von Falkenhayn – niemiecki generał
- Erich von Manstein – niemiecki feldmarszałek
- Erich Wolfgang Korngold – austriacki kompozytor i pianista
- Erich Weinert – niemiecki poeta
- Otto Erich Deutsch – austriacki muzykolog.

- Eryk (1245-1295) – arcybiskup Magdeburga
- Eryk (ur. ?, zm. ?) – syn Eryka Pomorskiego, księcia pomorskiego, i Cecylii
- Eryk (ur. ?, zm. 799) – książę Friuli
- Eryk (Erik Gustaf Louis Albert, 1889-1918) – książę Västmanland, książę Szwecji

## Postacie fikcyjne
- Erich von Klinkerhoffen – bohater serialu „Allo!, Allo!",
- Eric Cartman – jedna z postaci i często antagonista w serialu animowanym „South Park”,
- tytułowy bohater powieści Gastona Leroux Upiór w operze,
- Eryk z Amberu – imię noszone przez jednego z bohaterów Kronik Amberu Rogera Zelazny’ego.

Eryk to także tytuł powieści Terry’ego Pratchetta.